# Jules de Spoly
Aminade Spoliansky [ Aminad Petrovic Spolânskij ] dit Jules de Spoly, nascut el 25 d’abril de 1884 a Moscou i mort el 14 de novembre de 1957 a París, és un actor francès d'origen rus.

## Biografia
A part dels seus papers en pel·lícules mudes rodades entre 1921 i 1926 on va interpretar principalment personatges aristocràtics o de classe mitjana alta, poc se sap de Jules de Spoly excepte que va ser durant un temps administrador del théâtre Daunou. Va deixar definitivament els platós de cinema després del rodatge de Pour regner, una pel·lícula d'André Luguet estrenat a les pantalles el novembre de 1926.
El setembre de 1929, però, vam saber que s'estava preparant per marxar a Berlín per a un compromís.
Sembla que la seva carrera d'actor, iniciada sota la direcció de directors emigrants russos a París, va ser només un parèntesi en la seva carrera com a periodista i escriptor, activitats per a les quals va utilitzar el pseudònim Don Aminado.
La nacionalitat francesa que havia obtingut l'agost de 1939, li seria retirada tres anys més tard, l'octubre de 1942 en aplicació de les lleis antijueves del règim de Vichy.
Jules de Spoly va morir el 14 de novembre de 1957 a casa seva a 2 rue Catulle-Mendès al 17è districte de París als 73 anys, i fou sebollit al cementiri de Les Batignolles (29a divisió). Es va casar el febrer de 1926 amb Nadia Kravzof nascuda a Isbergues (Pas-de-Calais) de pare rus i mare francesa.

## Filmografia
- 1921 : L'Enfant du carnaval o Le Bonheur perdu d'Ivan Mosjoukine
- 1921 : Les Contes des Mille et Une Nuits de Victor Tourjanski
- 1921 : Le Sens de la mort de Iàkov Protazànov
- 1921 : L'Ombre déchirée de Léon Poirier
- 1921 : Le Coffret de jade de Léon Poirier : Ali le cruel
- 1921 : Le Père Goriot de Jacques de Baroncelli[13]
- 1921 : Parisette de Louis Feuillade
- 1921 : L'Orpheline de Louis Feuillade
- 1921 : Le Cœur magnifique de Séverin-Mars i Jean Legrand
- 1921 : Le Talion de Charles Maudru
- 1921 : Prix de beauté, de René Carrère[14]
- 1922 : Pour une nuit d'amour de Iàkov Protazànov
- 1922 : Les Mystères de Paris de Charles Burguet
- 1922 : L'Aviateur masqué de Robert Péguy
- 1922 : L'Empereur des pauvres de René Leprince[15]
- 1922 : La Vérité d'Henry Roussell
- 1922 : Rouletabille chez les bohémiens d'Henri Fescourt
- 1922 : L'Écuyère de Léonce Perret
- 1922 : La Femme de nulle part de Louis Delluc[16]
- 1922 : Son Altesse d'Henri Desfontaines
- 1922 : Maman Pierre, film en 4 parties de Maurice Challiot[17]
- 1923 : Au pied des cascades et des glaciers de Maurice Challiot[18]
- 1923 : Les Sentiers de l'Amour de Maurice Challiot[19]
- 1923 : L'Espionne d'Henri Desfontaines
- 1923 : Le Costaud des Epinettes de Raymond Bernard
- 1923 : Le Brasier ardent d'Ivan Mosjoukine i Alexandre Volkoff
- 1923 : Le Roi de Paris de Charles Maudru et Maurice de Marsan : le peintre Édouard Detaille[20]
- 1923 : Kœnigsmark de Léonce Perret
- 1924 : Survivre d'Édouard Chimot
- 1924 : J'ai tué de Roger Lion[21]
- 1924 : Kean ou Désordre et génie d'Alexandre Volkoff
- 1925 : Les Aventures de Robert Macaire film en 5 episodis de Jean Epstein
- 1925 : Le Double Amour de Jean Epstein[22]
- 1925 : Mon curé chez les riches d'Émile-Bernard Donatien : le banquier Maxy[23]
- 1925 : Mon curé chez les pauvres d'Émile-Bernard Donatien : le banquier Maxy[24]
- 1926 : Pour régner d'André Luguet : le Grand Chancelier[25]

## Teatre
- 1925 : La Veuve joyeuse, opereta en 3 actes de Franz Lehar, adaptació francesa de Robert de Flers  i Gaston de Caillavet, dirigida per Léo Massart, a l'Apollo (9 d'abril): el gerent de Maxim's[26]

## Distincions
- Cavaller de la Legió d’Honor concedit pel ministre d'Afers Exteriors (decret de 31 de juliol de 1937).[27]